# 五台街道
五台街道，是中华人民共和国陕西省西安市长安区下辖的一个乡镇级行政单位。

## 行政区划
五台街道下辖以下地区：
西街社区、留村、西尧村、东尧村、星火村、新农村、东甘村、西甘村、星光村、和平村、团结村、关庙村、大瓢村、四岔村、青岔村、小马杓村、老龙桥村和罗汉坪村。